# Jusuf Nurkić
Jusuf Nurkić (* 23. August 1994 in Živinice) ist ein bosnisch-herzegowinischer Basketballspieler, der bei den Utah Jazz in der NBA unter Vertrag steht.

## Vereinskarriere
Nurkić wuchs in Živinice als Sohn eines Polizeibeamten auf. Er wurde vom bosnischen Sportagenten Enes Trnovčević entdeckt, der ihn nach Slowenien brachte, wo er als Jugendlicher bei KK Zlatorog Laško spielte. Er wurde dann zu KK Union Olimpija verliehen, wo er überzeugen konnte. 2012 wechselte er als Profi zu KK Cedevita nach Kroatien. Nachdem er zunächst nur wenig Spielzeit erhalten hatte, wurde er 2014 an KK Zadar verliehen, wo ihm unter Trainer Jasmin Repeša der Durchbruch gelang. In der Adria-Liga gelangen Nurkić während des Spieljahres 2013/14 in nur 16,6 Minuten Einsatzzeit je Begegnung im Schnitt 11,7 Punkte und 5,7 Rebounds.
Nurkić entschloss sich, sich für den NBA-Draft 2014 anzumelden und wurde an 16. Stelle von den Chicago Bulls ausgewählt. Die Bulls schlossen jedoch eine Vereinbarung mit den Denver Nuggets, der zufolge Nurkić zusammen mit den Draftrechten an Gary Harris, für die Draftrechte an Doug McDermott eingetauscht wurde. Nurkić gab am 29. Oktober 2014 sein NBA-Debüt gegen die Detroit Pistons. Beim 89:79-Sieg erzielte er 5 Punkte und holte 8 Rebounds. Nach dem Transfer des nominellen Nuggets-Center Timofey Mozgov rückte Nurkić in die Startaufstellung der Nuggets auf. So gelang ihm am 1. Januar 2015 sein erstes Double-Double mit 10 Punkten und 10 Rebounds gegen die Chicago Bulls. Nurkić wurde am Ende der Saison in das NBA All-Rookie Second Team berufen. Aufgrund von Verletzung bestritt er in der Saison 2015/16 nur 32 Spiele und kam auf 8,2 Punkte und 5,5 Rebounds.
Im Februar 2017 wurde Nurkić für Mason Plumlee und ein Draftauswahlrecht zu den Portland Trail Blazers transferiert. Am 25. März 2019 verletzte er sich im Spiel gegen die Brooklyn Nets (148:144 nach Verlängerung) schwer. Bei der Landung brach er sich nach einem Rebound-Versuch das Schien- und Wadenbein seines linken Beines. Nurkić wurde auf einer Trage vom Spielfeld gefahren und anschließend ins Krankenhaus gebracht. Im Zeitraum 2018 bis 2023 war er einer von vier NBA-Spielern, die in jeder Saisonhauptrunde zweistellige Mittelwerte bei Punkten und Rebounds sowie mindestens einen Block und einen Ballgewinn je Begegnung erzielten.
Ende September 2023 kam er im Rahmen eines großangelegten Spielertauschs zu den Phoenix Suns. In der Saison 2024/25 war sein Verhältnis zu Phoenix-Trainer Mike Budenholzer deutlich gestört, zuletzt kam Nurkić nicht mehr zum Einsatz. Anfang Februar 2025 wurde er an die Charlotte Hornets abgegeben.
In der Sommerpause 2025 war Nurkić Gegenstand eines Spielertauschs und wechselte zu den Utah Jazz.

## Nationalmannschaft
Nurkić spielte schon für die U18 der bosnischen Auswahl und wurde MVP der U18-Basketballeuropameisterschaft der Division B 2012, als er 19,4 Punkte und 13,3 Rebounds pro Spiel auflegte. Ebenso wurde er im Jahre 2014 als wertvollster Spieler der U20-B-Europameisterschaft. Er erzielte 21 Punkte und 12,0 Rebounds und holte mit Bosnien den Titel.
Sein Debüt in der A-Nationalmannschaft gab er bei der Qualifikation zur EM-Endrunde 2013 im Jahre 2013. Bosnien und Herzegowina qualifizierten sich jedoch nicht für die Endrunde.

## Karriere-Statistiken

### NBA

#### Hauptrunde
| Saison  | Team              | GP  | GS  | MPG  | FG % | 3P % | FT % | RPG  | APG | SPG | BPG | PPG  |
| ------- | ----------------- | --- | --- | ---- | ---- | ---- | ---- | ---- | --- | --- | --- | ---- |
| 2014–15 | Denver            | 62  | 27  | 17.8 | .446 | .000 | .636 | 6.2  | 0.8 | 0.8 | 1.1 | 6.9  |
| 2015–16 | Denver            | 32  | 3   | 17.1 | .417 | .000 | .616 | 5.5  | 1.3 | 0.8 | 1.4 | 8.2  |
| 2016–17 | Denver / Portland | 65  | 48  | 21.4 | .507 | .000 | .571 | 7.2  | 1.9 | 0.8 | 1.1 | 10.2 |
| 2017–18 | Portland          | 79  | 79  | 26.4 | .505 | .000 | .630 | 9.0  | 1.8 | 0.8 | 1.4 | 14.3 |
| 2018–19 | Portland          | 72  | 72  | 27.3 | .508 | .103 | .773 | 10.4 | 3.2 | 1.0 | 1.4 | 15.6 |
| 2019–20 | Portland          | 8   | 8   | 31.6 | .495 | .200 | .886 | 10.3 | 4.0 | 1.4 | 2.0 | 17.6 |
| 2020–21 | Portland          | 37  | 37  | 23.8 | .514 | .400 | .619 | 9.0  | 3.4 | 1.0 | 1.1 | 11.5 |
| 2021–22 | Portland          | 56  | 56  | 28.2 | .535 | .268 | .690 | 11.1 | 2.8 | 1.1 | 0.6 | 15.0 |
| 2022–23 | Portland          | 52  | 52  | 26.8 | .519 | .361 | .661 | 9.1  | 2.9 | 0.8 | 0.8 | 13.3 |
| 2023–24 | Phoenix           | 76  | 76  | 27.3 | .510 | .244 | .640 | 11.0 | 4.0 | 1.1 | 1.1 | 10.9 |
| Gesamt  | Gesamt            | 539 | 458 | 24.6 | .503 | .280 | .667 | 8.9  | 2.5 | 0.9 | 1.1 | 12.1 |

#### Play-offs
| Saison  | Team     | GP | GS | MPG  | FG % | 3P % | FT % | RPG  | APG | SPG | BPG | PPG  |
| ------- | -------- | -- | -- | ---- | ---- | ---- | ---- | ---- | --- | --- | --- | ---- |
| 2016–17 | Portland | 1  | 1  | 17.0 | .333 | .000 | —    | 11.0 | 4.0 | 0.0 | 1.0 | 2.0  |
| 2017–18 | Portland | 4  | 4  | 23.5 | .487 | —    | .818 | 8.0  | 1.0 | 1.5 | 1.3 | 11.8 |
| 2019–20 | Portland | 5  | 5  | 32.2 | .439 | .273 | .783 | 10.4 | 3.6 | 1.4 | 0.2 | 14.2 |
| 2020–21 | Portland | 6  | 6  | 28.8 | .545 | .200 | .720 | 10.3 | 2.7 | 0.5 | 1.2 | 13.2 |
| 2023–24 | Phoenix  | 4  | 4  | 26.0 | .500 | .000 | .455 | 8.3  | 2.8 | 1.5 | 1.5 | 7.8  |
| Gesamt  | Gesamt   | 20 | 20 | 27.5 | .489 | .211 | .714 | 9.5  | 2.7 | 1.1 | 1.0 | 11.5 |